# (32885) 1993 TC25
1993 TC25 (asteroide 32885) é um asteroide da cintura principal. Possui uma excentricidade de 0.17104630 e uma inclinação de 3.49051º.
Este asteroide foi descoberto no dia 9 de outubro de 1993 por Eric Walter Elst em La Silla.